# Jahnula apiospora
Jahnula apiospora är en svampart som beskrevs av A. Carter, Raja & Shearer 2008. Jahnula apiospora ingår i släktet Jahnula och familjen Aliquandostipitaceae.   Inga underarter finns listade i Catalogue of Life.